# Zimari (mijanka)
Zimari (ros. Зимари) – osiedle przy mijance kolejowej w Rosji, w Kraju Ałtajskim, w rejonie kałmańskim. W 2010 liczyło 11 mieszkańców.